# Madison County (New York)
Madison County ist ein County im Bundesstaat New York der Vereinigten Staaten. Bei der Volkszählung im Jahr 2020 hatte Madison County 68.016 Einwohner und eine Bevölkerungsdichte von 40,1 Einwohnern pro Quadratkilometer. Der Verwaltungssitz (County Seat) ist Wampsville.

## Geographie
Das Areal des Countys besteht aus einer von eiszeitlichen Einflüssen geprägten Ebene, die im Norden weitgehend flach ist und nach Süden in hügeliges Land übergeht. Im Süden finden sich auch die wichtigsten Erhebungen, deren Höchste der Muller Hill mit 617 m Höhe ist. Die Nordgrenze des Countys wird durch das Seeufer des Oneida Lake gebildet; weitere wichtige Seen sind der Cazenovia Lake und der Lake Moraine. Die Flüsse entwässern das Gebiet vornehmlich in südlicher Richtung, einige wenige auch nördlich in den Lake Oneida. Die wichtigsten Fließgewässer sind der Chittenango Creek an der Westgrenze des Countys, der Oneida Creek an der Ostgrenze und der Chenango River mit seinen Zuflüssen.
Das County hat eine Fläche von 1.712,0 Quadratkilometern, wovon 16,7 Quadratkilometer Wasserfläche sind.

### Umliegende Gebiete
| Oswego County   | Oneida County   | Oneida County |
| Onondaga County |                 | Otsego County |
| Cortland County | Chenango County | Otsego County |

## Geschichte
Das County wurde am 21. März 1806 aus Chenango County gebildet. Benannt wurde es nach James Madison, dem 4. Präsident der USA.

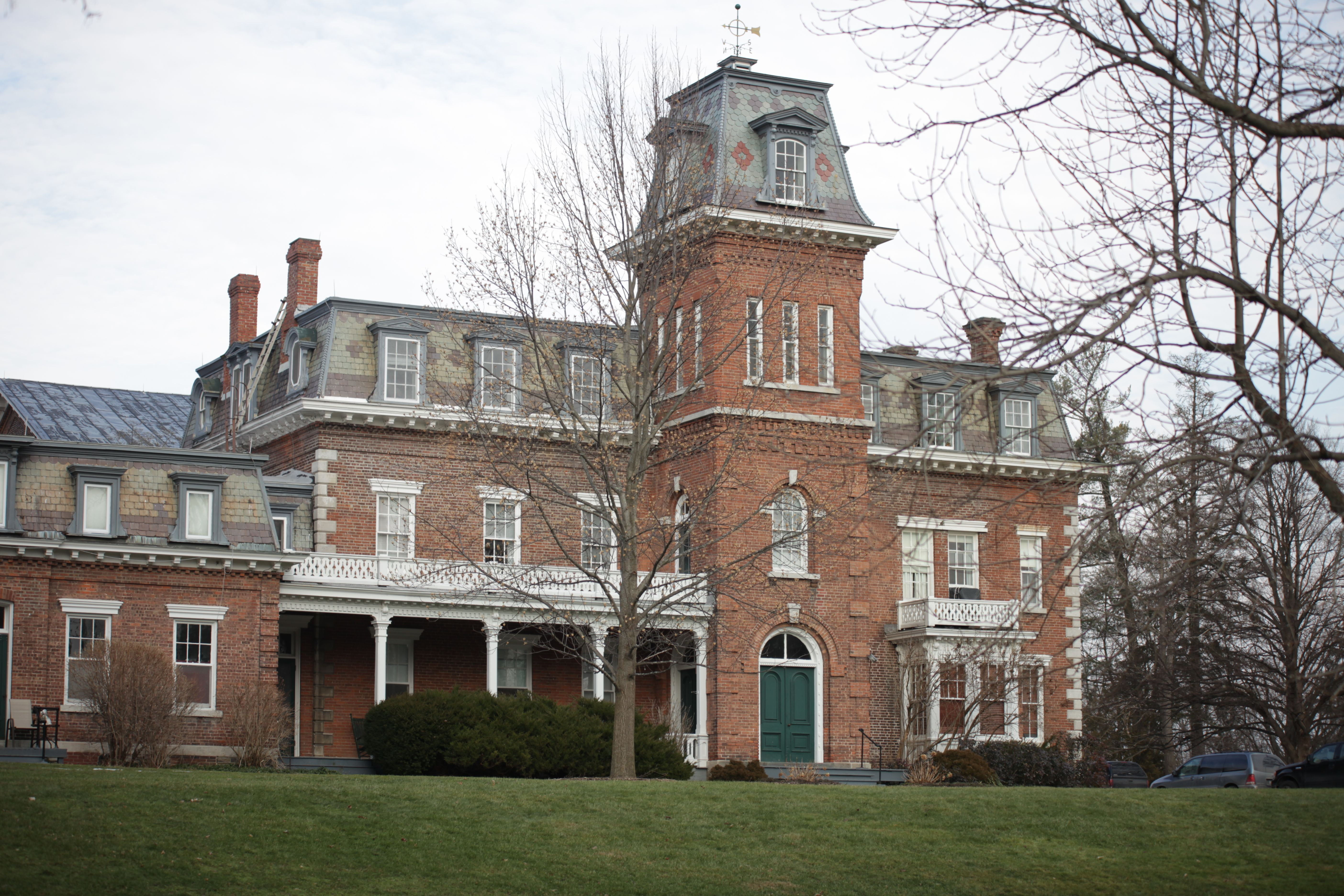
Oneida Community Mansion House (2012)

Drei Orte haben den Status einer National Historic Landmark, der New York State Barge Canal, das Oneida Community Mansion House und das Gerrit Smith Estate. 76 Bauwerke und Stätten des Countys sind insgesamt im National Register of Historic Places eingetragen (Stand 19. Februar 2018).

### Einwohnerentwicklung
| Jahr      | 1800   | 1810   | 1820   | 1830   | 1840   | 1850   | 1860   | 1870   | 1880   | 1890   |
| --------- | ------ | ------ | ------ | ------ | ------ | ------ | ------ | ------ | ------ | ------ |
| Einwohner | –      | 25.144 | 32.208 | 39.038 | 40.008 | 43.072 | 43.545 | 43.522 | 44.122 | 42.892 |
| Jahr      | 1900   | 1910   | 1920   | 1930   | 1940   | 1950   | 1960   | 1970   | 1980   | 1990   |
| Einwohner | 40.545 | 39.289 | 39.535 | 39.790 | 39.598 | 46.214 | 54.635 | 62.864 | 65.150 | 69.120 |
| Jahr      | 2000   | 2010   | 2020   | 2030   | 2040   | 2050   | 2060   | 2070   | 2080   | 2090   |
| Einwohner | 69.441 | 73.442 | 68.016 |        |        |        |        |        |        |        |

## Städte und Ortschaften
Zusätzlich zu den unten angeführten selbständigen Gemeinden gibt es im Madison County mehrere Villages, darunter der County Seat Wampsville.
| Ortschaft   | Status | Einwohner (2010) | Gesamte Fläche [km²] | Landfläche [km²] | Bevölkerungsdichte [Einwohner / km²] | Gründung      | Besonderheit                                                    |
| ----------- | ------ | ---------------- | -------------------- | ---------------- | ------------------------------------ | ------------- | --------------------------------------------------------------- |
| Brookfield  | town   | 2.545            | 202,0                | 201,5            | 12,6                                 | 5. März 1795  |                                                                 |
| Cazenovia   | town   | 7.086            | 133,9                | 129,1            | 54,9                                 | 5. März 1795  |                                                                 |
| DeRuyter    | town   | 1.589            | 81,0                 | 78,8             | 20,2                                 | 15. März 1798 |                                                                 |
| Eaton       | town   | 5.255            | 118,0                | 115,5            | 45,5                                 | 6. Feb. 1807  |                                                                 |
| Fenner      | town   | 1.726            | 80,6                 | 80,4             | 21,5                                 | 22. Apr. 1823 |                                                                 |
| Georgetown  | town   | 974              | 104,0                | 103,8            | 9,4                                  | 7. Apr. 1815  |                                                                 |
| Hamilton    | town   | 6.690            | 107,3                | 107,0            | 62,5                                 | 5. März 1795  |                                                                 |
| Lebanon     | town   | 1.332            | 113,1                | 112,2            | 11,9                                 | 6. Feb. 1807  |                                                                 |
| Lenox       | town   | 9.122            | 93,9                 | 93,8             | 97,2                                 | 3. März 1809  |                                                                 |
| Lincoln     | town   | 2.012            | 64,9                 | 64,7             | 31,1                                 | 1896          |                                                                 |
| Madison     | town   | 3.008            | 107,2                | 105,7            | 28,5                                 | 6. Feb. 1807  |                                                                 |
| Nelson      | town   | 1.980            | 111,7                | 111,5            | 17,8                                 | 13. März 1807 |                                                                 |
| Oneida      | city   | 11.393           | 57,9                 | 57,1             | 199,5                                | 20. Juni 1848 | Gegründet als village in der Town Lennox; zur City erklärt 1901 |
| Smithfield  | town   | 1.288            | 63,1                 | 62,8             | 20,5                                 | 13. März 1807 |                                                                 |
| Stockbridge | town   | 2.103            | 82,0                 | 82,0             | 25,6                                 | 20. Mai 1836  |                                                                 |
| Sullivan    | town   | 15.339           | 189,9                | 189,4            | 81,0                                 | 22. Feb. 1803 |                                                                 |